# Paracerocephala
Paracerocephala is een geslacht van vliesvleugeligen uit de familie Pteromalidae. De wetenschappelijke naam van dit geslacht is voor het eerst geldig gepubliceerd in 1969 door Hedqvist.

## Soorten
Het geslacht Paracerocephala is monotypisch en omvat slechts de volgende soort:
- Paracerocephala hirta Hedqvist, 1969